# Salvelinus neiva
Salvelinus neiva är en fiskart som beskrevs av Taranetz, 1933. Salvelinus neiva ingår i släktet Salvelinus och familjen laxfiskar. Inga underarter finns listade i Catalogue of Life.